# Jazz-hop
Jazz-hop (jazz rap) – gatunek muzyczny będący pochodną hip-hopu i jazzu. Powstał pod koniec lat 80. XX w. w Stanach Zjednoczonych. W tekstach jazz-hop przejawia zbieżność z odłamami politycznego i świadomego hip-hopu oraz afrocentryzm. Serwis muzyczny AllMusic opisuje jazz-hop jako próbę fuzji zamierzchłej muzyki Afroamerykanów z nową dominującą formą (przyp. hip-hop), składając hołd przeszłym twórcom, jednocześnie, niejako poszerzając horyzonty współczesnym wykonawcom. 
Warstwa muzyczna oparta jest częściej na standardach hip-hopowych (samplowanie) niż jazzowych, przy wykorzystaniu instrumentarium typowego dla drugiego z gatunków, tj. trąbka, puzon i inne. Spotkane są dwa odmienne podejścia do wykonania jazz-hopu, oparte na improwizacji instrumentalnej jak i wokalnej, lub też pozbawione tej formy wyrazu artystycznego. Do prekursorów gatunku zaliczani są m.in. tacy wykonawcy jak A Tribe Called Quest, De La Soul oraz Digable Planets.
W Polsce wykonawcy jazz-hopowi stanowią margines, w tejże stylistyce nagrywali Michał Urbaniak z projektem Urbanator, łódzki raper O.S.T.R. oraz Pono.